# پنجاهمین دوره جوایز اسکار

## جوایز
| جایزه اسکار بهترین فیلم | جایزه اسکار بهترین کارگردانی |
| --- | --- |
| - آنی هال - دختر خداحافظی - جولیا - جنگ ستارگان - نقطه عطف | - وودی آلن – آنی هال - استیون اسپیلبرگ – برخورد نزدیک از نوع سوم - فرد زینمان – جولیا - جرج لوکاس – جنگ ستارگان - هربرت راس – نقطه عطف                                                                                            |
| جایزه اسکار بهترین بازیگر نقش اول مرد | جایزه اسکار بهترین بازیگر نقش اول زن |
| - ریچارد درایفس – دختر خداحافظی - وودی آلن – آنی هال - ریچارد برتون – ستوران - مارچلو ماسترویانی – یک روز بخصوص - جان تراولتا – تب شب یک شنبه | - دایان کیتن – آنی هال - آن بنکرافت – نقطه عطف - جین فوندا – جولیا - شرلی مک‌لین – نقطه عطف - مارشا ماسون – دختر خداحافظی |
| جایزه اسکار بهترین بازیگر نقش مکمل مرد | جایزه اسکار بهترین بازیگر نقش مکمل زن |
| - جیسون روباردز – جولیا - میخاییل باریشنیکوف – نقطه عطف - پیتر فیرث – ستوران - الک گینس – جنگ ستارگان - ماکسیمیلیان شل – جولیا | - ونسا ردگریو – جولیا - لسلی براون – نقطه عطف - کویین کامینگز – دختر خداحافظی - ملیندا دیلون – برخورد نزدیک از نوع سوم - تیوزدی ولد – در جستجوی آقای گودبار                                                                       |
| جایزه اسکار بهترین فیلم‌نامه غیراقتباسی | جایزه اسکار بهترین فیلم‌نامه اقتباسی |
| - آنی هال – وودی آلن و مارشال بریکمن - دختر خداحافظی – نیل سایمون - The Late Show – رابرت بنتون - جنگ ستارگان – جرج لوکاس - نقطه عطف – آرتور لاورنتز | - جولیا – آلوین سارجنت - ستوران – پیتر شافر - I Never Promised You a Rose Garden – گاوین لمبرت و لوئیس جان کارلینو - Oh, God! – لری گلبرت - میل مبهم هوس – لوئیس بونوئل و ژان-کلود کریر                                           |
| Best Foreign Language Film | |
| - مادام رزا (فرانسه) - ایفیگنیا (یونان) - Operation Thunderbolt (اسرائیل) - یک روز بخصوص (ایتالیا) - میل مبهم هوس (اسپانیا) | |
| جایزه اسکار بهترین فیلم مستند | جایزه اسکار بهترین فیلم مستند (کوتاه) |
| - دی‌بولت‌ها کی هستند و از کجا نوزده فرزند آورده‌اند؟ - The Children of Theatre Street - High Grass Circus - Homage to Chagall: The Colours of Love - Union Maids | - Gravity Is My Enemy - Agueda Martinez: Our People, Our Country - First Edition - Of Time, Tombs and Treasures - The Shetland Experience                                                                                         |
| جایزه اسکار بهترین فیلم کوتاه | جایزه اسکار بهترین پویانمایی کوتاه |
| - I'll Find a Way - The Absent-Minded Waiter - Floating Free - Notes on the Popular Arts - Spaceborne | - The Sand Castle - Bead Game - The Doonesbury Special - Jimmy the C |
| جایزه اسکار بهترین موسیقی فیلم | جایزه اسکار بهترین موسیقی فیلم |
| - جنگ ستارگان – جان ویلیامز - جولیا – ژرژ دلرو - جاسوسی که دوستم داشت – ماروین هملیش - رسالت – موریس ژار - برخورد نزدیک از نوع سوم – جان ویلیامز | - موسیقی شب کوتاه – جاناتان تانیک - Pete's Dragon – ال کاشا و جوئل هرشهورن, song; اروین کاستل, adaptation - The Slipper and the Rose: The Story of Cinderella – ریچارد ام. شرمن و رابرت بی. شرمن, song; Angela Morley, adaptation |
| جایزه اسکار بهترین ترانه | جایزه اسکار بهترین طراحی لباس |
| - "You Light Up My Life" from You Light Up My Life – Music and Lyric by جوزف بروکس - "Candle on the Water" from Pete's Dragon – Music and Lyric by ال کاشا و جوئل هرشهورن - "نجات دهندگان" from نجات دهندگان – Music by سمی فین; Lyric by Carol Connors و Ayn Robbins - "The Slipper and the Rose Waltz (He Danced with Me/She Danced with Me)" from The Slipper and the Rose – Music and Lyric by ریچارد ام. شرمن و رابرت بی. شرمن - "Nobody Does It Better" from جاسوسی که دوستم داشت – Music by ماروین هملیش; Lyric by کارول بیر سیجر | - جنگ ستارگان – جان مالو - فرودگاه ۷۷ – ادیت هد و Burton Miller - موسیقی شب کوتاه – Florence Klotz - آن‌سوی نیمه شب – آیرین شرف - جولیا – Anthea Sylbert                                                                           |
| جایزه اسکار بهترین میکس صدا | جایزه اسکار بهترین تدوین صدا |
| - جنگ ستارگان – Don MacDougall, Ray West, Bob Minkler و Derek Ball - The Deep – Walter Goss, Dick Alexander, Tom Beckert و Robin Gregory - برخورد نزدیک از نوع سوم – Robert Knudson, Robert Glass, Don MacDougall و Gene Cantamessa - Sorcerer – Robert Knudson, Robert Glass, Richard Tyler و Jean-Louis Ducarme - نقطه عطف – Theodore Soderberg, Paul Wells, Douglas O. Williams و Jerry Jost | - برخورد نزدیک از نوع سوم – Frank E. Warner - جنگ ستارگان – بن برت for the creation of the alien, creature and robot voices |
| جایزه اسکار بهترین طراحی صحنه | جایزه اسکار بهترین فیلمبرداری |
| - جنگ ستارگان – Art Direction: John Barry, Norman Reynolds و Leslie Dilley; Set Decoration: راجر کریستین - جاسوسی که دوستم داشت – Art Direction: کن آدام و Peter Lamont; Set Decoration: Hugh Scaife - برخورد نزدیک از نوع سوم – Art Direction: جو آلوز و Dan Lomino; Set Decoration: Phil Abramson - نقطه عطف – Art Direction: Albert Brenner; Set Decoration: Marvin March - فرودگاه ۷۷ – Art Direction: George C. Webb; Set Decoration: Mickey S. Michaels                                                                            | - برخورد نزدیک از نوع سوم – ویلموش ژیگموند - در جستجوی آقای گودبار – ویلیام ای. فراکر - Islands in the Stream – فرد کوئینکمپ - جولیا – داگلاس اسلوکام - نقطه عطف – رابرت ال. سرتیس                                                |
| جایزه اسکار بهترین تدوین | جایزه اسکار بهترین جلوه‌های تصویری |
| - جنگ ستارگان – Paul Hirsch, مارسیا لوکاس و ریچارد چیو - Smokey and the Bandit – Walter Hannemann and Angelo Ross - برخورد نزدیک از نوع سوم – مایکل کان - جولیا – والتر مرچ - نقطه عطف – ویلیام اچ. رینولدز | - جنگ ستارگان – John Stears, John Dykstra, Richard Edlund, Grant McCune و Robert Blalack - برخورد نزدیک از نوع سوم – Roy Arbogast, داگلاس ترامبل, Matthew Yuricich, Gregory Jein and Richard Yuricich                             |